# Richard Madden
Richard Madden, škotski filmski, televizijski in gledališki igralec ter  producent * 18. junij 1986, Elderslie, Glasgow, Škotska
Najbolje je poznan po vlogi Robba Starka v ameriški fantazijski TV-seriji Igra prestolov. Med njegove bolj znane vloge sodijo še princ Kit v Disneyjevi Pepelka, Cosimo Medici v ''Medičejci: gospodarji Firenc'' ter David Budd v BBC-jevi seriji ''Bodyguard''. Za slednjo je leta 2019 prejel zlati globus za glavno moško vlogo ter National Television Award for Drama Performance. Nominiran pa je bil tudi za Critics' Choice Television Award za glavno moško vlogo. V avtobiografskem muzikalu Rocketman o Eltonu Johnu, ki je na velika platna prišel maja 2019, je upodobil pevčevega menedžerja Johna Reida.

## Življenje
Rodil se je 18. junija 1986 v vasi Eldersile blizu Glasgowa na Škotskem Njegova mama Pat je pomočnica učiteljice, njegov oče Richard je gasilec. Ima še dve sestri, Caro in Lauren.
Julija 2019 mu je njegova alma mater The Royal Conservatorie of Scotland v Glasgowu podelila častni doktorat za dramsko igro.

## Kariera
Pri enajstih letih se je Madden pridružil mladinskemu gledališkemu programu v Paisley Arts Center, zaradi česar je lažje premagal sramežljivost. Kmalu je nastopil v vlogi Andyja v filmski adaptaciji romana ''Complicity'' škotskega pisatelja Iaina Banksa. Nato je dobil glavno vlogo Sebastijana v otroški televizijski seriji ''Barmy Aunt Boomerang'', ki je bila na sporedu med letoma 1999 in 2000.
Obiskoval je the Royal Scottish Academy of Music and Drama (RSAMD) V Glasgowu, kjer je diplomiral leta 2007. med šolanjem je delal v The Arches v Glasgow Repertory Company, temu je sledila gledališka igra Franza Xaverja Koetza Tom Fool v the Citizens' Theatre, ki je bila tako dobro sprejeta, da so jo igrali tudi v Londonu, kjer je Maddena opazila ekipa iz gledališča Shakespeare's Globe. V zadnjem letniku na akademiji je bil izbran za vlogo Romea  v produkciji Romeo in Julija  modernem Globe Theatre, ki je bila na sporedu poleti 2007.
Leta 2008 je v gledališki produkciji ''Malorie Blackamn's Noughts & Crosses'' upodobil Calluma McGregorja. Leto kasneje je imel glavno vlogo v BBC-jevi komični drami  Hope Springs, ki sta ji naslednje leto sledili vlogi Ripleyja v filmu Klepetalnica ter pevca skupine Theatre of Hate Kirka Brandona v filmu Worried About The Boy. Med letoma 2011 in 2013 je upodobil lik Robba Starka v HBO-jevi fantazijski seriji Igra prestolov, ki temelji na zbirki romanov Pesem ledu in ognja, katerih avtor je George R. R. Martin. V tem času je igral še v BBC-jevi komični drami Sirens ter TV-drami Birdsong.
Maja leta 2013 je bil izbran za vlogo princa Kita v filmski adaptaciji Disneyjeve Pepelke. Film je izšel dve leti kasneje, maja 2015. Leta 2014 je prejel nagrado Screen Actors Guild (SAG) za vlogo Billa Haskela v mini-seriji Klondike.
Med 12. majem in 13. avgustom 2016 je upodobil Romea v igri Romeo in Julija v londonskem West Endu, kjer je ponovno sodeloval s soigralko iz filma Pepelka, Lily James, ki je upodobila Julijo ter režiserjem Kennethom Branaghom.
Leta 2016 je imel v britansko-italijanski televizijski seriji Medičejci: gospodarji Firenc glavno vlogo: Cosimo de Medici, sin ustanovitelja medičejske banke v času italijanske renesanse. Istega leta je imel vlogo ameriškega žeparja Michaela Masona v akcijskem filmu Dan padca Bastilje, v katerem je bil njegov soigralec Idris Elba.
Leta 2018 je nastopil v Netflixovi romantični komediji Ibiza. Istega leta je nastopil v vlogi narednika Davida Budda BBC-jevi kriminalni seriji Bodyguard. Po ogromnem uspehu v Veliki Britaniji, je oktobra 2018 Netflix je serijo predstavil svetovni javnosti. Za to vlogo je prejel zlati globus za najboljšo glavno moško vlogo. Maja 2019 je izšel avtobiografski film pevca Eltona Johna, Rocketman, v katerem je Madden upodobil pevčevega menedžerja Johna Reida.

### Prihajajoči projekti
Maddenov naslednji projekt vojni film 1917, režisrja Sama Mendesa, bo izšel decembra 2019. V prihajajojčem Marvelovem filmu ''The Eternlas'', bo upodobil Ikarisa. Film naj bi izšel novembra 2020.

## Filmografija

### Film
| Leto | Naslov             | Vloga         | Režiser         | Opombe          |
| ---- | ------------------ | ------------- | --------------- | --------------- |
| 2000 | Complicity         | mladi Andy    | Gavin Millar    |                 |
| 2010 | Klepetalnica       | Ripley        | Hideo Nakata    |                 |
| 2011 | Strays             | Elliot        | Robert McKillop | kratki film     |
| 2013 | Obljuba            | Friedrich     | Patrice Leconte |                 |
| 2015 | Pepelka            | Princ Kit     | Kenneth Branagh |                 |
| 2015 | Group B            | Shane Hunter  | Nick Rowland    | kratki film     |
| 2016 | Dan padca Bastilje | Michael Mason | James Watkins   |                 |
| 2018 | Ibiza              | Leo West      | Alex Richanbach |                 |
| 2019 | Rocketman          | John Reid     | Dexter Fletcher |                 |
| 2019 | 1917               | častnik Blake | Sam Mendes      | post-produkcija |
| 2020 | The Eternals       | Ikaris        | Chloé Zhao      | snemanje poteka |

### Televizija
| Leto      | Naslov                           | vloga                | Opombe |
| --------- | -------------------------------- | -------------------- | --- |
| 1999–2000 | Barmy Aunt Boomerang             | Sebastian Simpkins   | 20 epizod |
| 2002      | Taggart                          | Christie             | epizoda: "Watertight" |
| 2009      | Hope Springs                     | Dean McKenzie        | 8 epizod |
| 2010      | Worried About The Boy            | Kirk Brandon         | televizijski film |
| 2011      | Sirens                           | Ashley Greenwick     | 6 epizod |
| 2011–2013 | Igra prestolov                   | Robb Stark           | 21 epizod Screen International Award for Star of Tomorrow (2011) nominiran – Scream Award for Best Ensemble (2011) nominiran – Screen Actors Guild Award for Outstanding Performance by an Ensemble in a Drama Series (2011, 2013) nominiran – NewNowNext Award for Cause You're Hot (2013) |
| 2012      | Birdsong                         | Captain Michael Weir | 2 epizodi |
| 2014      | Klondike                         | Bill Haskell         | 3 epizode |
| 2015      | Lljubimec lady Chatterley        | Oliver Mellors       | televizijski film |
| 2016      | Medičejci: gospodarji Firenc     | Cosimo de' Medici    | 8 epizod; izvršni producent |
| 2017      | Oasis                            | Peter Leigh          | pilot |
| 2017      | Philip K. Dick's Electric Dreams | Agent Ross           | epizoda: "The Hood Maker" |
| 2018      | Bodyguard                        | PS David Budd        | glavna vloga; 6 epizod Golden Globe Award for Best Actor – Television Series Drama (2019) National Television Award for Drama Performance (2019) nominiran – Critics' Choice Television Award for Best Actor in a Drama Series (2019)                                                       |

### Gledališče
| Leto      | Naslov              | Vloga              | Režiser         | Gledališče                   |
| --------- | ------------------- | ------------------ | --------------- | ---------------------------- |
| 2005–2006 | I Confess           | Mahmood            | Andy Arnold     | The Arches Theatre Company   |
| 2005–2006 | The Winter's Tale   | Florizel Cleomenes | Gordon Barr     | Glasgow Repertory Company    |
| 2006      | Tom Fool            | Ludwig Meier       | Clair Lizzimore | Citizen's Theatre            |
| 2007      | Tom Fool            | Ludwig Meier       | Clair Lizzimore | Bush Theatre                 |
| 2007      | Romeo and Juliet    | Romeo Montague     | Ed Dick         | Shakespeare's Globe          |
| 2008      | Noughts and Crosses | Callum McGregor    | Dominic Cooke   | Royal Shakespeare Company    |
| 2009      | Be Near Me          | Mark McNulty       | John Tiffany    | Donmar Warehouse             |
| 2009      | Be Near Me          | Mark McNulty       | John Tiffany    | National Theatre of Scotland |
| 2015      | Four Play           | Michael            | Jack Sain       | Old Vic New Voices Festival  |
| 2016      | Romeo and Juliet    | Romeo Montague     | Kenneth Branagh | Garrick Theatre              |

### Video igre
| Leto | Naslov                                        | Glas                     |
| ---- | --------------------------------------------- | ------------------------ |
| 2013 | Castlevania: Lords of Shadow – Mirror of Fate | Trevor Belmont / Alucard |
| 2014 | Castlevania: Lords of Shadow 2                | Alucard                  |

### Radijske igre in dokumentarci
| Leto      | Naslov                                       | Vloga          |
| --------- | -------------------------------------------- | -------------- |
| 2010      | radijska igra ''O miših in ljudeh'' za BBC   | Curley         |
| 2015–2016 | Scotland home movies for BBC 4 deli          | pripovedovalec |
| 2019      | Harry Birrell Presents Films of Love and War | pripovedovalec |